# أوناي فيرغارا
أوناي فيرغارا (بالإسبانية: Unai Vergara) هو لاعب كرة قدم إسباني في مركز الدفاع، ولد في 20 يناير 1977 في بورتغاليتي في إسبانيا. شارك مع منتخب إسبانيا تحت 21 سنة لكرة القدم ومنتخب إسبانيا تحت 23 سنة لكرة القدم ومنتخب إسبانيا لكرة القدم. أما مع النوادي، فقد لعب مع نادي ألباسيتي ونادي إلتشي ونادي سان أندرو ونادي فياريال ونادي لاردة ونادي مريدا.

## وصلات خارجية
- أوناي فيرغارا على موقع الاتحاد الدولي (مؤرشف)  (الإنجليزية)
- أوناي فيرغارا على موقع قاعدة بيانات كرة القدم.إي يو (الإنجليزية)
- أوناي فيرغارا على موقع ناشيونال فوتبول تيمز (الإنجليزية)
- أوناي فيرغارا على موقع أوليمبيديا (الإنجليزية)